# Eurodistrikt Strasbourg-Ortenau
Der Eurodistrikt Strasbourg-Ortenau ist am 17. Oktober 2005 als erster Eurodistrikt entstanden. Seine ursprünglichen Mitglieder sind auf französischer Seite die Eurométropole de Strasbourg und der französische Staat und auf deutscher Seite der Ortenaukreis sowie die fünf großen Kreisstädte Achern, Kehl, Lahr, Oberkirch und Offenburg. Der Eurodistrikt ist seit dem 1. Februar 2010 als Europäischer Verbund für territoriale Zusammenarbeit (EVTZ) konstituiert. Am 14. März 2013 wurde der Beitritt weiterer französischer Mitglieder, nämlich der Gemeindeverbände Pays d’Erstein, Benfeld und Umgebung sowie Rhin durch den Rat des Eurodistrikts beschlossen. Diese Gemeindeverbände schlossen sich 2017 zum Gemeindeverband Canton d’Erstein zusammen.
Zu seinen primären Aufgaben gehört es, die grenzüberschreitende Zusammenarbeit auf seinem Territorium zu verbessern, Projekte zur Stiftung einer gemeinsamen Identität zu fördern und schließlich innovative Formen der grenzübergreifenden Entscheidungsfindung zu entwickeln.

## Geschichte
Am 22. Januar 2003 schlugen Jacques Chirac und Gerhard Schröder die Schaffung eines Eurodistrikts um die Stadt Straßburg und die Stadt Kehl im Rahmen einer gemeinsamen Erklärung anlässlich des 40. Jahrestages der Elysée-Verträge vor. Eine gemeinsame Resolution wurde am 24. Mai 2003 in Offenburg durch Fabienne Keller (damalige Bürgermeisterin von Straßburg), Robert Grossmann (Präsident des Gemeindeverbandes Straßburg), Günther Petry (damaliger Oberbürgermeister von Kehl), Edith Schreiner (damalige Oberbürgermeisterin von Offenburg), Reinhart Köstlin (damaliger Oberbürgermeister von Achern), Wolfgang G. Müller (damaliger Oberbürgermeister von Lahr), Matthias Braun (Oberbürgermeister von Oberkirch) und Klaus Brodbeck (damaliger Landrat der Ortenau) unterzeichnet.
Am 30. Juni 2003 unterzeichneten Noëlle Lenoir, französische Ministerin für Auswärtiges und Hans Martin Bury, deutscher Staatsminister für Europa ein Dokument mit den Eckpunkten zur Errichtung des Eurodistrikts Strasbourg-Ortenau. Nach mehrmaligen Verhandlungen über die genaue Ausgestaltung wurde dann am 7. Oktober 2005 im historischen Rathaus von Straßburg der Vertrag unterzeichnet und somit der Eurodistrikt Strasbourg-Ortenau gegründet. Am 9. Dezember 2008 beschloss der Eurodistriktrat einen Europäischen Verbund für Territoriale Zusammenarbeit (EVTZ) zu gründen. Am 1. Februar 2010 wurde der Eurodistrikt offiziell zu einem EVTZ. Der erste Ratspräsident war Roland Ries (damaliger Oberbürgermeister von Straßburg).

Anfang 2013 stimmte der Eurodistrikt-Rat über die Vergrößerung des Eurodistrikts auf französischer Seite ab. Am 14. März kamen daraufhin die Gemeindeverbände Pays d’Erstein, Benfeld und Umgebung und Rhin hinzu, die sich 2017 zu dem Gemeindeverband Canton d’Erstein zusammenschlossen.

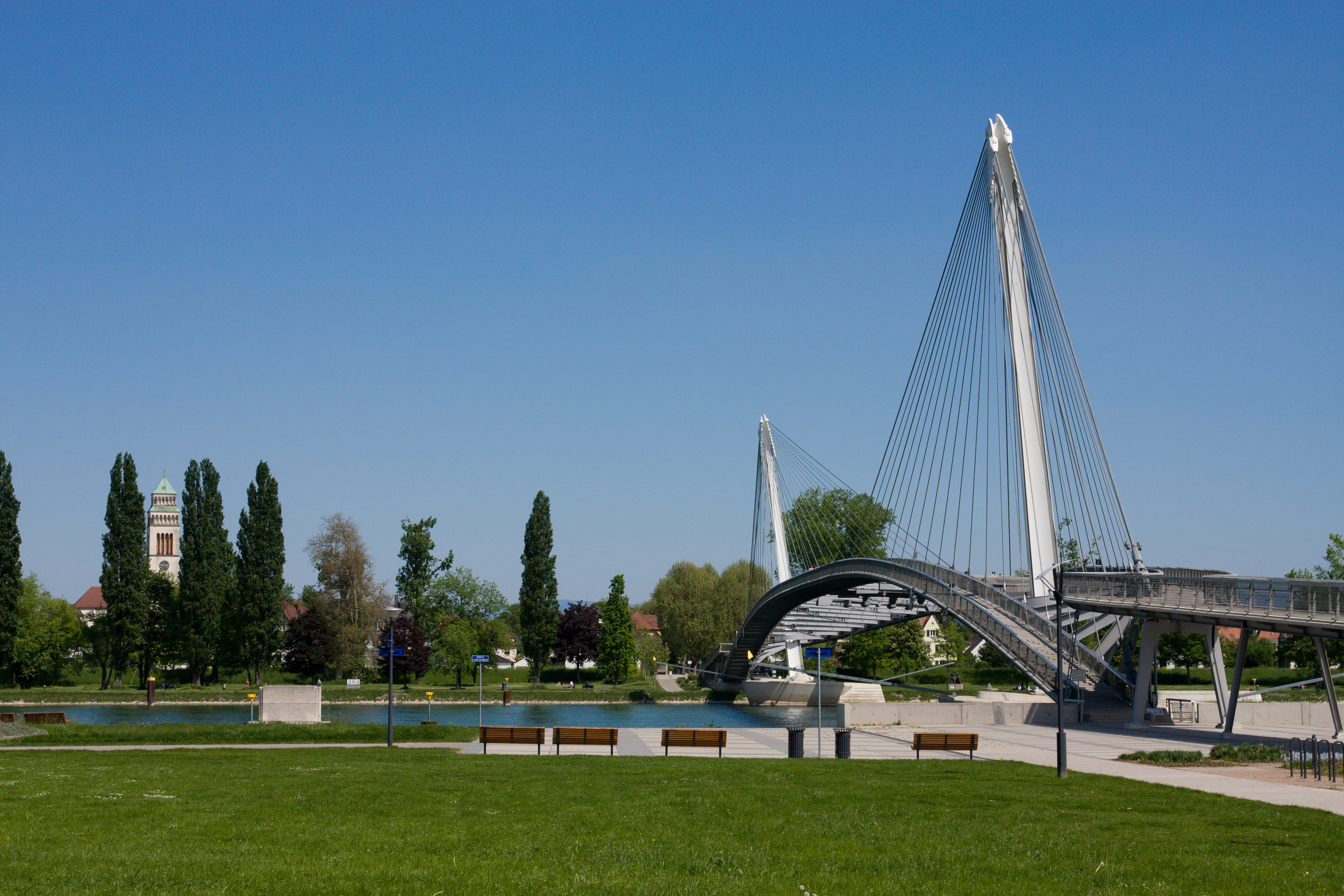
Die Passerelle über den Rhein im Garten der zwei Ufer mit Blick von französischer Seite auf Kehl – Symbol für die deutsch-französische Zusammenarbeit

## Struktur
Folgende Organe des Eurodistrikts Strasbourg-Ortenau werden in seiner Satzung genannt:
1. der Rat
2. der Präsident/die Präsidentin
3. der Vizepräsident/die Vizepräsidentin

Das Generalsekretariat des Eurodistrikts unterstützt den Präsidenten und setzt die Beschlüsse des Rates um.

### Der Rat

#### Zusammensetzung
Der Rat besteht seit einer institutionellen Reform im Jahr 2018 laut seiner Satzung aus insgesamt 30 Mitgliedern, die zu gleichen Teilen aus Frankreich und aus Deutschland kommen müssen. Auf französischer Seite entfallen 12 Vertreter auf die Eurometropole Straßburg, 2 auf Vertreter des Gemeindeverbandes Canton d’Erstein und 1 auf den Vertreter des französischen Staates im Département. Auf deutscher Seite entfallen 10 Vertreter auf den Ortenaukreis, jeweils 1 auf die großen Kreisstädte Offenburg, Lahr, Kehl, Achern und Oberkirch.
Die Vertreter der Bundesrepublik und des Landes Baden-Württemberg sind als Beobachter eingeladen. Anderen regionalen, Departements- oder lokalen Körperschaften oder örtlichen öffentlichen Einrichtungen kann der Beobachterstatus eingeräumt werden.

#### Funktionsweise
Der Rat tritt mindestens zweimal im Jahr auf Einberufung durch seinen Präsidenten in öffentlicher Sitzung zusammen. Der Rat ist beschlussfähig, wenn von deutscher und französischer Seite jeweils mindestens die Hälfte der Mitglieder anwesend ist. Beschlüsse werden mit einfacher Mehrheit gefasst. Im Allgemeinen erfolgen die Abstimmungen offen.

#### Kompetenzen
Die weitreichendsten Kompetenzen im Eurodistrikt liegen beim Rat. Dies sind unter anderem:
- Änderungen von Gründungsvereinbarung und Satzung,
- Beschluss des Haushaltsplans,
- Beratung über Strategie und Ausrichtung des Eurodistrikts,
- Beschluss über das Arbeitsprogramm,
- Wahl des Präsidenten, des Vizepräsidenten.
- Abschluss von Verträgen, die zu einer Verpflichtung von mehr 25.000 Euro netto führen

### Der Präsident und der Vizepräsident

#### Wahl
Der Rat wählt den Präsidenten und den Vizepräsidenten aus seiner Mitte für eine Dauer von drei Jahren. Der Präsident wird wechselnd auf Vorschlag der deutschen und der französischen Seite gewählt. Der Vizepräsident wird aus der Mitte der Vertreter derjenigen Partei gewählt, die nicht den Präsidenten stellt.

#### Kompetenzen
Die wichtigsten Kompetenzen des Präsidenten:
- Er vertritt den Eurodistrikt gerichtlich und außergerichtlich.
- Er beruft den Rat ein, legt die Tagesordnung der Ratssitzung fest und leitet die Sitzung.
- Er bereitet die Entscheidungen des Rats vor und führt sie aus.
- Als Leiter der Verwaltung des Eurodistrikts stellt er seine Mitarbeiter ein; bei Führungspersonal in Abstimmung mit dem Rat.
- Abschluss von Verträgen, die zu einer Verpflichtung bis 25.000 Euro netto führen.

Der Vizepräsident dient dem Ausgleich zwischen deutscher und französischer Seite im Eurodistrikt. Im Verhinderungsfall übernimmt er die Aufgaben des Präsidenten.

### Das Generalsekretariat
Im Zuge der rechtlichen Umwandlung des Eurodistrikts in einen EVTZ im Jahr 2010, wurde ein eigenes Generalsekretariat geschaffen. Zwar arbeitet der Eurodistrikt weiterhin in enger Zusammenarbeit mit den Verwaltungen seiner Mitglieder, wichtige Aufgaben der ausführenden Arbeit wurden aber an einen Generalsekretär samt Generalsekretariat übertragen.
Die Büros des Generalsekretariats befinden sich im Europäischen Kompetenzzentrum in Kehl in der Fabrikstraße 12, wohingegen der offizielle Sitz des Eurodistrikts in Straßburg liegt (1, Parc de l’Étoile). Folglich ist der Eurodistrikt französischem Recht unterworfen.

#### Aufgaben
Die Statuten des Eurodistrikts nennen insbesondere folgende Aufgaben des Generalsekretariats:
- die Vorbereitung der Sitzungen des Eurodistriktrates und die Ausführung seiner Beschlüsse und Vorhaben,
- die Koordination der Verwaltungen und der technischen Dienste der Mitglieder des Eurodistrikts,
- den gemeinsamen Sprachdienst,
- die Öffentlichkeitsarbeit des Eurodistrikts.

Die Ausführung der Beschlüsse und Vorhaben des Rats beinhalten die eigentliche thematische Arbeit des Eurodistrikts.

### Tabellarischer Überblick über Sprecher, Präsident, stellvertretenden Präsident und Generalsekretär des Eurodistrikts
Bis zur Gründung des EVTZ führten zwei Sprecher den Eurodistrikt, wobei jeweils einer von deutscher und einer von französischer Seite kam. Folgende Tabellen stellen die verschiedenen Besetzungen dar.
| Amtsantritt | deutsche Seite                                | französische Seite                                                |
| ----------- | --------------------------------------------- | ----------------------------------------------------------------- |
| 15.12.2005  | Klaus Brodbeck Landrat der Ortenau            | Robert Grossmann Präsident des damaligen Stadtverbandes Straßburg |
| 01.01.2007  | Edith Schreiner Oberbürgermeisterin Offenburg | "                                                                 |
| 01.01.2008  | Wolfgang G. Müller Oberbürgermeister Lahr     | "                                                                 |
| 01.07.2008  | "                                             | Roland Ries Bürgermeister Straßburg                               |
| 01.01.2009  | Günther Petry Oberbürgermeister Kehl          | "                                                                 |

| Amtsantritt    | Präsident                                | Vizepräsident                                   | Generalsekretär                 |
| -------------- | ---------------------------------------- | ----------------------------------------------- | ------------------------------- |
| 01.02.2010     | Roland Ries Oberbürgermeister Straßburg  | Frank Scherer Landrat des Ortenaukreises        | ---                             |
| 23.04.2010     | "                                        | "                                               | Marcus Obrecht                  |
| Ende Juni 2011 | "                                        | "                                               | Martine Schneider (Interim)     |
| November 2011  | "                                        | "                                               | Cordula Riedel                  |
| 22.03.2012     | Frank Scherer Landrat des Ortenaukreises | Roland Ries Oberbürgermeister Straßburg         | "                               |
| 01.01.2014     | "                                        | "                                               | Yves Zimmermann (kommissarisch) |
| Juni 2014      | Roland Ries Oberbürgermeister Straßburg  | Frank Scherer Landrat des Ortenaukreises        | "                               |
| Juni 2015      | "                                        | "                                               | Anika Klaffke                   |
| Januar 2017    | Frank Scherer Landrat des Ortenaukreises | Roland Ries Oberbürgermeister Straßburg         | "                               |
| Januar 2019    | Roland Ries Oberbürgermeister Straßburg  | Frank Scherer Landrat des Ortenaukreises        | "                               |
| Dezember 2020  | Frank Scherer Landrat des Ortenaukreises | Jeanne Barseghian Oberbürgermeisterin Straßburg | "                               |

## Zusammensetzung
| - Ortenaukreis 1. Achern 2. Appenweier 3. Bad Peterstal-Griesbach 4. Berghaupten 5. Biberach 6. Durbach 7. Ettenheim 8. Fischerbach 9. Friesenheim 10. Gengenbach 11. Gutach (Schwarzwaldbahn) 12. Haslach im Kinzigtal 13. Hausach 14. Hofstetten 15. Hohberg 16. Hornberg 17. Kappel-Grafenhausen 18. Kappelrodeck 19. Kehl 20. Kippenheim 21. Lahr/Schwarzwald 22. Lauf 23. Lautenbach 24. Mahlberg 25. Meißenheim 26. Mühlenbach 27. Neuried 28. Nordrach 29. Oberharmersbach 30. Oberkirch 31. Oberwolfach 32. Offenbourg 33. Ohlsbach 34. Oppenau 35. Ortenberg 36. Ottenhöfen im Schwarzwald 37. Renchen 38. Rheinau 39. Ringsheim 40. Rust 41. Sasbach 42. Sasbachwalden 43. Schuttertal 44. Schutterwald 45. Schwanau 46. Seebach 47. Seelbach 48. Steinach 49. Willstätt 50. Wolfach 51. Zell am Harmersbach | - Eurométropole de Strasbourg 1. Achenheim 2. Bischheim 3. Blaesheim 4. Breuschwickersheim 5. Eckbolsheim 6. Eckwersheim 7. Entzheim 8. Eschau 9. Fegersheim 10. Geispolsheim 11. Hangenbieten 12. Hœnheim 13. Holtzheim 14. Illkirch-Graffenstaden 15. Kolbsheim 16. Lampertheim 17. Lingolsheim 18. Lipsheim 19. Mittelhausbergen 20. Mundolsheim 21. Niederhausbergen 22. Oberhausbergen 23. Oberschaeffolsheim 24. Osthoffen 25. Ostwald 26. Plobsheim 27. Reichstett 28. Schiltigheim 29. Souffelweyersheim 30. Strasbourg 31. Vendenheim 32. La Wantzenau 33. Wolfisheim - Communauté de communes du Pays d’Erstein 1. Benfeld 2. Bolsenheim 3. Boofzheim 4. Daubensand 5. Diebolsheim 6. Erstein 7. Friesenheim 8. Gerstheim 9. Herbsheim 10. Hindisheim 11. Hipsheim 12. Huttenheim 13. Ichtratzheim 14. Kertzfeld 15. Kogenheim 16. Limersheim 17. Matzenheim 18. Nordhouse 19. Obenheim 20. Osthouse 21. Rhinau 22. Rossfeld 23. Sand 24. Schaeffersheim 25. Sermersheim 26. Uttenheim 27. Westhouse 28. Witternheim |

## Förderfonds
- Schulfonds zur Förderung von Zweisprachigkeit
- Fonds für Flüchtlingskinder
- Fonds zur Projektförderung

Weitere Information und Förderkriterien können auf der Webseite des Eurodistrikts eingesehen werden.

## Projekte
Der Eurodistrikt unterstützt zahlreiche Vorhaben. Hier seien nur einige Beispiele genannt:

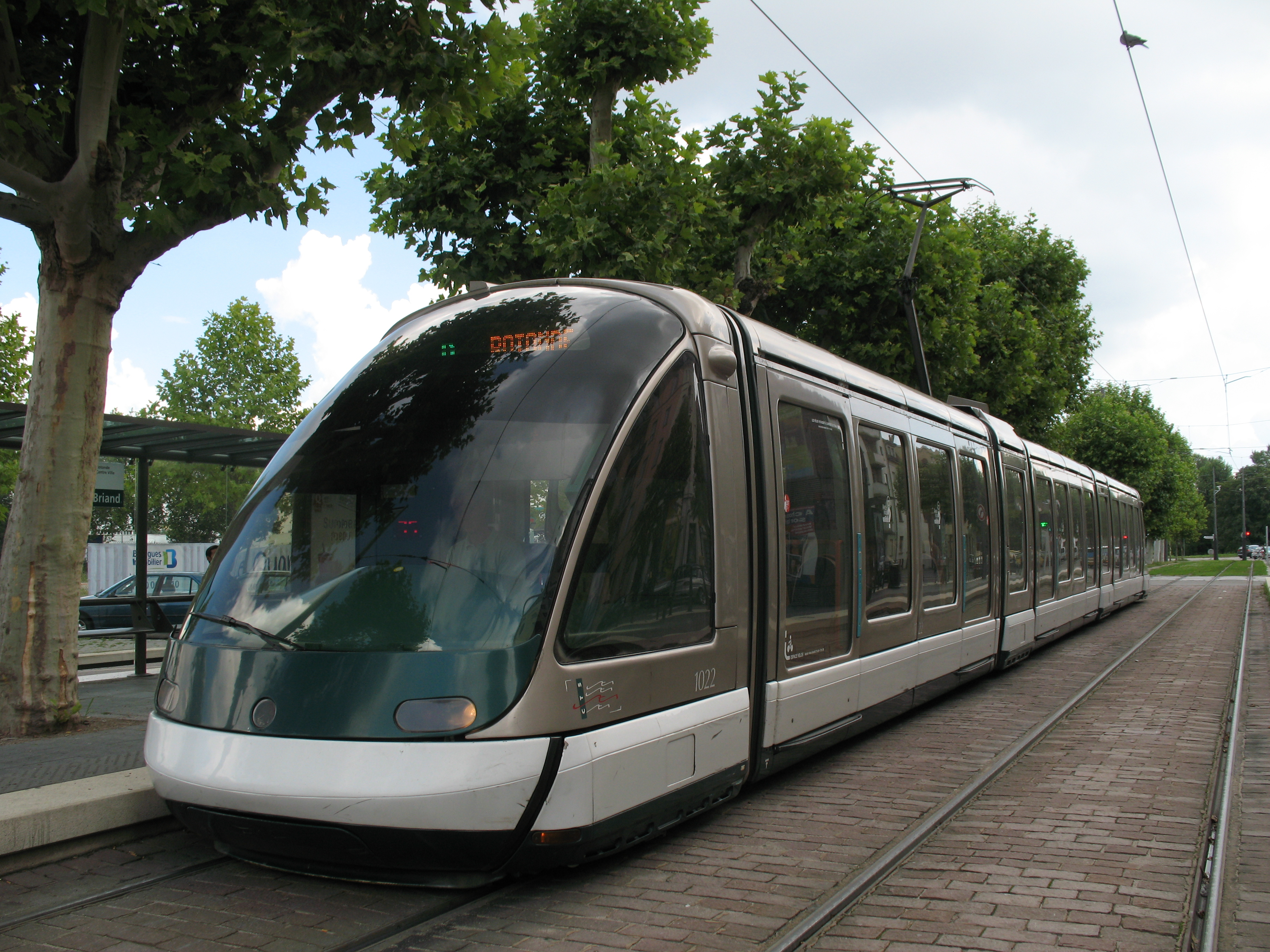
Die Tram-Linie D der CTS, die nach mehreren Erweiterungen mittlerweile bis zum Rathaus Kehl fährt

### Mobilität
Der Eurodistrikt setzt sich für die Weiterführung der Straßburger Tram-Linie D bis zum Kehler Bahnhof ein. Seit November 2018 fährt die Linie bis zum Rathaus Kehl.

### Substitutionspraxis
Der Eurodistrikt unterstützt ein Pilotprojekt in Kehl. Eine grenzüberschreitende Substitutionspraxis nahm 2013 ihre Arbeit auf und vergibt Substitutionen an Drogensüchtige, um ihnen beim Entzug zu helfen.

### Marathon
Im Gebiet des Eurodistrikts fand von 2011 bis 2015 im Herbst ein grenzüberschreitender Marathon statt. Symbolträchtig war hierbei die Überquerung der Passerelle und gleichzeitig der deutsch-französischen Grenze.

### KM Solidarité
Beim KM Solidarité laufen Schüler aus dem Eurodistrikt für einen guten Zweck.